# Gate Theatre
El Gate Theatre es un teatro situado en Dublín (Irlanda). Está considerado como la principal sala de la ciudad para exhibir las principales producciones teatrales europeas y norteamericanas, así como los clásicos del repertorio moderno e irlandés. Un espacio rico en historia, fue en el Gate donde Orson Welles, James Mason, Geraldine Fitzgerald y Michael Gambon comenzaron sus carreras. 

## Historia
El Gate Theatre fue fundado en 1928 por Hilton Edwards y Micheál MacLiammóir. Durante su primera temporada, se representaron siete obras, incluidas Peer Gynt de Henrik Ibsen, The Hairy Ape de Eugene O'Neill y Salomé, de Oscar Wilde. Las producciones representadas fueron innovadoras y experimentales e introdujeron al público de Dublín en el mundo del teatro europeo y norteamericano más vanguardista. 
En 1931, el Gate Theatre atravesó dificultades económicas y Lord (Edward) y Lady (Christine) Longford brindaron apoyo económico. Los Longfords trabajaron junto a Edwards y MacLiammóir hasta 1936, después se separaron y se crearon dos compañías teatrales diferentes que se turnaron el control de la sala cada seis meses hasta la muerte de Lord Longford en 1961.
Durante este periodo Edwards y MacLiammóir (Gate Theatre Productions) también ofrecieron espectáculos en el Gaiety Theatre de Dublín y realizaron giras por Europa, Egipto y Norteamérica.
Desde la década de 1980 en adelante, The Gate, bajo la dirección de Michael Colgan, consolidó su relación internacional y realizó giras por todo el mundo para audiencias desde Pekín hasta Nueva York. El teatro estableció relaciones únicas con los principales dramaturgos contemporáneos, incluidos Samuel Beckett, Harold Pinter y Brian Friel. Se realizó un festival dedicado a las obras de Beckett, representando en su primera edición 19 obras teatrales durante tres semanas. Siguió el primer festival dedicado las obras de Pinter, junto con muchos estrenos y producciones de la obra de Friel, incluida la aclamada producción de Faith Healer con Ralph Fiennes, que ganó un premio Tony en Broadway.
Durante esta época, la estructura del edificio fue restaurada y renovada bajo la dirección de los arquitectos Ronnie Tallon y Scott Walker. Esto incluyó la provisión de un ala nueva, que incorporó un espacio de estudio, The Gate Studio, para ensayos y talleres, que ofrece a los practicantes la oportunidad de desarrollar y fomentar la creatividad.
El 3 de abril de 2017, Selina Cartmell se convirtió en directora del Gate. Como artista independiente, ha dirigido una amplia gama de trabajos, desde la tragedia griega y Shakespeare, hasta drama irlandés contemporáneo. En 2004, fundó Siren Productions, con sede en Dublín, una empresa ganadora de múltiples premios concebida para innovar en los clásicos y crear nuevos trabajos relevantes y dinámicos, integrando teatro, danza, artes visuales, arquitectura, cine y música.
La primera temporada con Cartmell en la dirección dio comienzo el 12 de julio de 2017, e incluyó la representación de The Great Gatsby, dirigida por Alexander Wright. Tribes de Nina Raine, dirigida por Oonagh Murphy, Las zapatillas rojas de Hans Christian Andersen adaptada por Nancy Harris y dirigida por Selina Cartmel, Look Back In Anger de John Osborne, dirigida por Annabelle Comyn, La violación de Lucrecia de Shakespeare, interpretada por Camille O’Sullivan y Feargal Murray, Assassins de Stephen Sondheim, dirigida por Selina Cartmell, The Snapper de Roddy Doyle, dirigida por Roisin McBrinn, Hamlet dirigida por Yaël Farber y protagonizada por Ruth Negga.